# Roodkeelhoningzuiger
De roodkeelhoningzuiger (Anthreptes rhodolaemus) is een soort honingzuiger. De roodkeelhoningzuiger komt voor in, of aan de randen van, primair regenwoud in de Indische Archipel.

## Leefwijze
Zoals andere honingzuigers voeden ze zich hoofdzakelijk op nectar.

## Kenmerken
De roodkeelhoningzuiger lijkt sterk op de bruinkeelhoningzuiger, maar is iets kleiner (12 cm) en heeft een relatief korte snavel. Net als bij de meeste honingzuigers is het mannetje kleurrijker dan het vrouwtje. Het mannetje is iriserend groen en paars van boven rood (in plaats van roodbruin) in op de vleugeldekveren en de schouderveren. De keel is rood en de buik is voornamelijk groengeel. Het vrouwtje is olijfgroen boven en geel van onder.

## Verspreiding en leefgebied
De roodkeelhoningzuiger komt in klein aantal voor in wat nog over is van laaglandregenwoud, maar ook in moerasbos, cacaoplantages en secondair bos tot een hoogte van 790 m boven de zeespiegel, op het schiereiland Malakka, Sumatra en Borneo.

## Status
De roodkeelhoningzuiger is sterk gebonden aan bos en is daarom kwetsbaar door de grootschalige ontbossingen op onder andere Sumatra en Borneo. De kans op uitsterven is gering omdat deze honingzuiger zich kan aanpassen aan heuvellandbos en secondair bos. De grootte van de hele populatie is niet gekwantificeerd, maar lokaal nemen populaties in aantal af. Om die redenen staat deze honingzuiger als gevoelig op de Rode Lijst van de IUCN.